# Джорджевич, Тихомир
Тихоми́р Джо́рджевич (серб. Тихомир Ђорђевић; 19 февраля 1868, Княжевац, Княжество Сербия — 28 мая 1944, Белград, Югославия) — сербский этнолог, фольклорист и историк культуры. Профессор этнологии и фольклора Белградского университета. Академик Сербской академии наук и искусств (с 16 февраля 1937 года). Дядя этномузыковеда Любицы Янкович.

## Биография
Родился 19 февраля 1868 года в Княжеваце в патриархальной семье Раджи Джорджевича, служившего священником в Брестоваце и Лужане под Алексинацем.
Окончил историко-филологический факультет Белградской высшей школы. Затем учился в Венском и Мюнхенском университете, где в 1902 году получил докторскую степень, защитив диссертацию по теме «Цыгане в Сербии» (нем. Die Zigeuner in Serbien).
В 1892—1905 годах работал преподавателем и директором учительской школы в Алексинаце.
В 1905 году вернулся в Белград, где стал преподавателем в Первой белградской гимназии, а затем стал доцентом в Белградском университете.
Участвовал в войнах на Балканах и в Первой мировой войне в качестве командира медицинской роты. После переезда в Албанию он отправится на службу в Париж, а затем в Лондон, где до конца войны читал лекции по сербской истории и фольклору. По приглашению Никола Пасича участвовал в Парижской мирной конференции.
В 1919 году стал доцентом, а в 1921 году — профессором этнологии и фольклора философского факультета Белградского университета.
С 19 февраля 1921 года — член-корреспондент, а с 16 февраля 1937 года — академик Сербской академии наук и искусств.
Несмотря на то, что Джорджевич, будучи председателем Сербского литературного общества, приветствовал Вторую мировую войну и нацистскую оккупацию Белграда, он оказался в числе узников концентрационного лагеря Баница, откуда вышел с подорванным здоровьем и последние годы жизни жил в тяжёлых материальных условиях.
Похоронен на Новом кладбище Белграда.

## Научная деятельность
Научные интересы Джорджевича были очень разнообразными и широкими: от подробного анализа жизни сербов до этнографических исследований жизни других народов в Сербии (адыги, аромуны, влахи, греки, цыгане и т. д.) до фольклорных и социологических исследований не только в Сербии, но и в других балканских странах.
Он был первым учёным, который систематизировал и выполнил общую классификацию народных игр, а также представил теоретические и исторические взгляды на народные игры, относящиеся к тому времени, когда он работал. Установил и разработал методические указания для собирателей и исследователей народных игр.
Поддерживая тесные связи со своими зарубежными коллегами, он смог получить доступ к наиболее важной литературе тогдашних исследователей в области этнологии и фольклористики. Он хорошо разбирался в новейших научных направлениях, особенно в тогдашней немецкой этнологической литературе, где народные игры рассматривались с разных сторон. Благодаря ему и поддержке, которую он получил от своих зарубежных коллег, в конце XIX века были созданы условия для упорядочивания народных игр в их широком смысле. Итогом этих исследований стала вышедшая в 1907 году монография «Сербские народные игры», ставшая незаменимой работа при изучении народных игр в широком смысле этого слова. Также благодаря этой работе он установил тесные связи с Сербской королевской академией наук.
Не являясь антропологом стал первым сербским учёным, указавшим на важность палеоантропологии для истории и этнологии. В своей работе 1908 году «Неизвестное кладбище в Жагубице» он показал, что старые кладбища, некрополи, являются источником первичных данных для многих наук, а также подчеркнул, что сведения, полученные вследствие изучения скелетов и вещей, положенных в могилу, по сути являются единственным источником данных о быте, внешности и образе жизни людей в определённый исторический период прошлого.

## Научные труды
- Ђорђевић Т. Р. Српски фолклор. Караџић: лист за српски народни живот, обичаје и предање. 1900. 2 (2-3): 25-42.
- Ђорђевић Т. Р. Кроз наше Румуне : путописне белешке. // Српски књижевни гласник. 1906. 16: 3-93.
- Ђорђевић Т. Р. Српске народне игре. Књ. 1. Српски етнографски зборник, књ. 9. Београд: Српска краљевска академија, 1907
- Ђорђевић Т. Р. Из Србије кнеза Милоша, I и II, 1922—1924
- Ђорђевић Т. Р. Наш народни живот, I—X
- Ђорђевић Т. Р. Упутство за прикупљање градива о занатима и еснафима у српским земљама. — Београд: Српска краљевска академијая, 1913. — 80 с.
- Ђорђевић Т. Р. Архивска грађа за занате и еснафе у Србији од другог устанка до еснафске уредбе 1847 године. — Београд: Српска краљевска академија, 1925. — 317 с.
- Ђорђевић Т. Р. Упуство за прикупљање градива о ношњи у нашем народу // Гласник Земаљског музеја у Сарајеву. — 1926. — С. 1—20.
- Ђорђевић Т. Р. «Шта значи камен о врату?» и «Двоструко сахрањивање» // Гласник Скопског научног друштва. — 1926. — Т. 1. — № 1-2. — С. 528—530.
- Ђорђевић Т. Р. Питања из народног предања, веровања и обичаја објављена // Венац, мај-јун 1927.
- Ђорђевић Т. Р. Сеоске занатске организациjе // Гласник Скопског научног друштва. — 1927. — Т. 2. — № 1-2. — С. 358—360.
- Ђорђевић Т. Р. Лечење умоболних у манастирима // Гласник Скопског научног друштва. — 1928. — Т. 3. — № 1. — С. 341—346.
- Ђорђевић Т. Р. Калемљење богиња у старије доба // Гласник Скопског научног друштва. — 1929. — Т. 5. — № 2. — С. 363—365.
- Ђорђевић Т. Р. Шишање коња у жалости // Гласник Скопског научног друштва. — 1930. — Т. 7-8. — № 3-4. — С. 410—411.
- Ђорђевић Т. Р. Месне и друге народне поруге // Гласник Скопског научног друштва. — 1930. — Т. 7-8. — № 3-4. — С. 407—410.
- Ђорђевић Т. Р. Кривичне празноверице // Гласник Скопског научног друштва. — 1933. — Т. 12. — № 6. — С. 303—306.
- Ђорђевић Т. Р. Краљевић Марко у народном предању // Етнологија. — 1940. — 1 (1). — С. 58.
- Ђорђевић Т. Р. Вештица и вила у нашем народном веровању и предању: Вампир и друга бића у нашем народном веровању и предању. — Београд: Научна књига, 1953. — 282 с. Српски етнографски зборник 66. Живот и обичаји народни 30. 1953.
- Ђорђевић Т. Р. Природа у верованју и преданју нашега народа. — Београд: Научно дело, 1958. — 319 с.
- Ђорђевић Т. Р. Деца у веровањима и обичајима нашега народа. — Београд: Идеа, 1990. — 302 с.